# 민경식 (1960년)
민경식(閔敬植, 1960년 2월 26일 ~ 2013년 2월 20일)는 대한민국의 제5대 경상남도 양산시의원이었다.

## 학력
- 1967.03 ~ 1973.02 양산국민학교 졸업
- 1973.03 ~ 1976.02 양산중학교 졸업
- 1976.03 ~ 1979.02 양산고등학교 졸업
- 양산대학교 건설교통정보과 졸업

## 경력
- 양산초등학교 제59회 동기회 초대 회장
- 한나라당 중앙동 운영위원
- 남부고등학교 운영위원회 위원장
- 양산경찰서 청소년지도위원회 위원장
- 중앙동체육회 회장
- 양산중학교 제25회 동기회 회장
- 양산중학교 총동창회 부회장
- 중앙동 새마을협의회 회장
- 경남유도회 이사
- 하나종합인테리어 대표
- 2010.07 ~ 2013.02 제5대 경상남도 양산시의회 의원
- 2010.07 ~ 2012.07 제5대 경상남도 양산시의회 전반기 산업건설위원회 위원
- 2010.07 ~ 2012.07 제5대 경상남도 양산시의회 전반기 의회운영위원회 위원장

## 역대 선거 결과
|  | 7.20% |

|  | 28.63% |